# Inga Nilsson
Inga Matilda Lovisa Nilsson, född Lundmark den 28 augusti 1912 i Jokkmokk, död den 12 december 1972 i Göteborg, var en svensk målare, skulptör och konsthantverkare. 
Hon studerade för konstnär Alf Danielson och under studieresor till Spanien. Hennes konst består av stadsmotiv, spanska gatuvyer, landskap och porträtt i olja.